# Hofburg (Alten-Buseck)
Die Hofburg ist eine abgegangene Niederungsburg am Ortsausgang von Alten-Buseck nach Großen-Buseck in der Gemeinde Buseck im Landkreis Gießen in Hessen.

## Geschichte
Die vermutlich Mitte des 13. Jahrhunderts erbaute Hofburg wurde erstmals 1393 erwähnt und war Stammsitz der Familie von Buseck bzw. deren Seitenlinie derer von Buseck gen. Rüsser. Bereits im Jahre 1265 wurde ein Ruser von Buseck (auch Rüßer) genannt. Die Burg wurde mehrfach umgebaut und 1576 letztmals als baufällig erwähnt. 
Nach dem Aussterben der Seitenlinie wurde, spätestens 1605, Hans Philipp von Buseck mit der Hofburg belehnt. Seine Nachfahren errichteten um 1826 einen großen bewehrten Wirtschaftshof mit der sogenannten Rittmeistermühle. Die Mühle wurde jedoch schon bald wieder aufgegeben.
1836 bis 1837 wurde das Anwesen zum ersten Pfarrhaus der seit dieser Zeit eigenständigen Kirchengemeinde Alten-Buseck und war seit 1838 in Gemeindebesitz. Der Burgstall zeigt keine direkten baulichen Reste und ist heute mit dem Herrenhaus des ehemaligen Wirtschaftshofes aus dem Beginn des 19. Jahrhunderts überbaut.

## Beschreibung

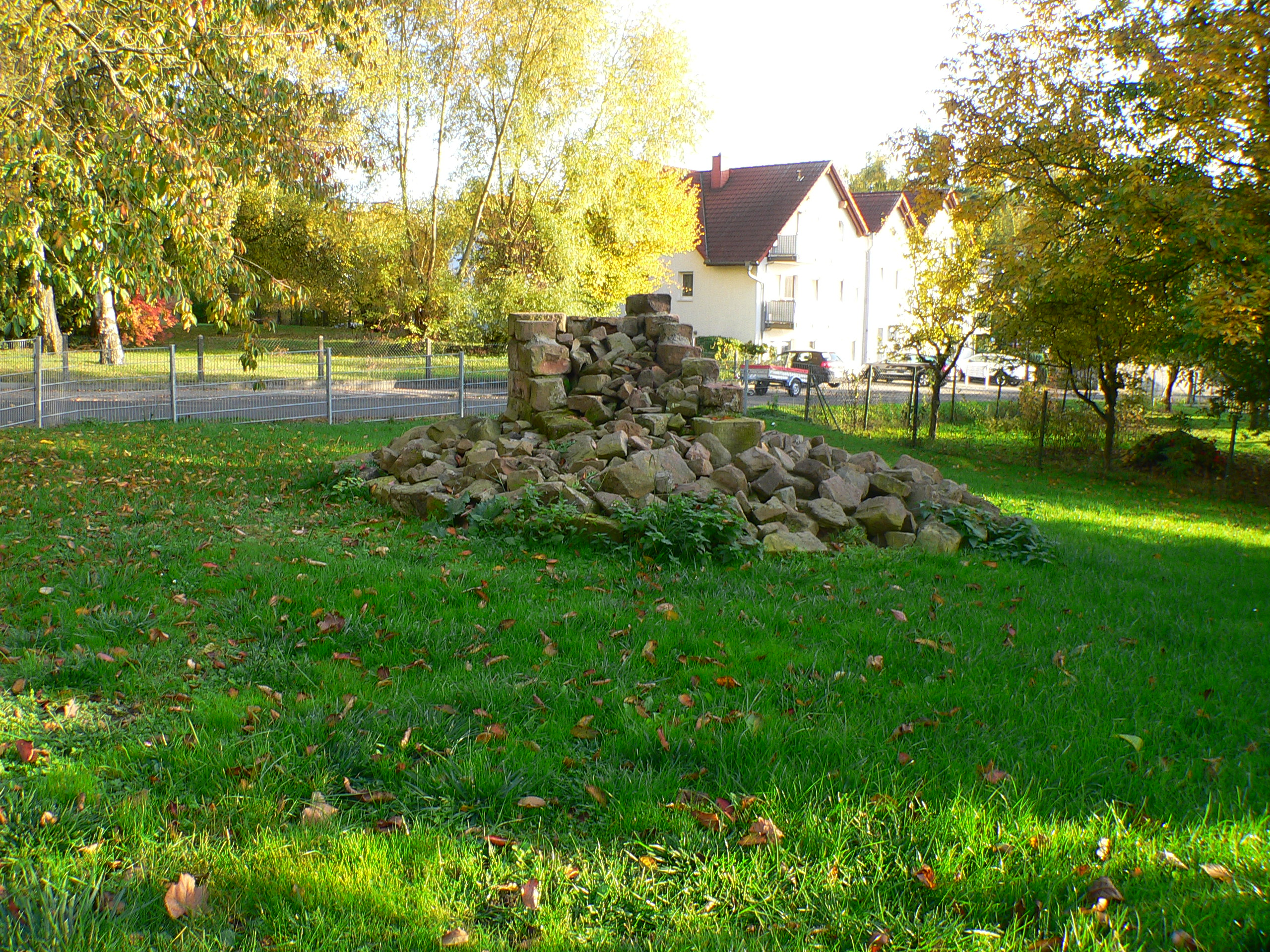
Zusammengetragene Reste der Hofburg unweit des ehemaligen Standorts

Von der alten Burganlage sind keine Grundrisse oder Bauten überliefert.
Der heutige klassizistische zweigeschossige Bau, ein Herrenhaus, vermutlich auf und mit Teilen der alten Burg erbaut, hat einen symmetrischen Grundriss und ein hohes Mansarddach. Ein in der Mitte des Gebäudes nach Norden angefügter Vorbau mit offener, ebenerdiger Halle und das dazugehörige Treppenhaus bewahren die Symmetrie. Von außen ist das Gebäude durch das hohe, massive und aus Bruchsteinen errichtete Sockelgeschoss und ein vollständig verschiefertes Obergeschoss mit schmucklosen, hochrechteckigen, mit Klappläden versehenen Fenstern charakterisiert. Südöstlich an das Gebäude anschließend befindet sich ein langgestreckter Fachwerkbau auf Grundmauern aus Bruchsteinen und mit Satteldach, dem nördlich und am östlichen Ende Bauten angelagert sind. Das ehemalige Hofgut ist vor allem im Nordwesten und an der Ostseite noch mit Hofmauern umgeben.
Wegen seiner geschichtlichen und städtebaulichen Bedeutung ist das Gebäude einschließlich des Nebengebäudes und der Hofmauern hessisches Kulturdenkmal.